# ジェイミー・ステッド
ジェイミー・ステッド（Jamie Stead、1993年9月22日 - ）は、イギリスの車いすラグビー選手。イングランドノーマントン出身。

## 略歴
2016年、リオデジャネイロパラオリンピック競技大会のイギリス代表に選ばれる。
そして2021年、東京2020パラオリンピック競技大会イギリス代表に選ばれて金メダル獲得。